# Timothée de Reims
Pour les articles homonymes, voir Timothée.

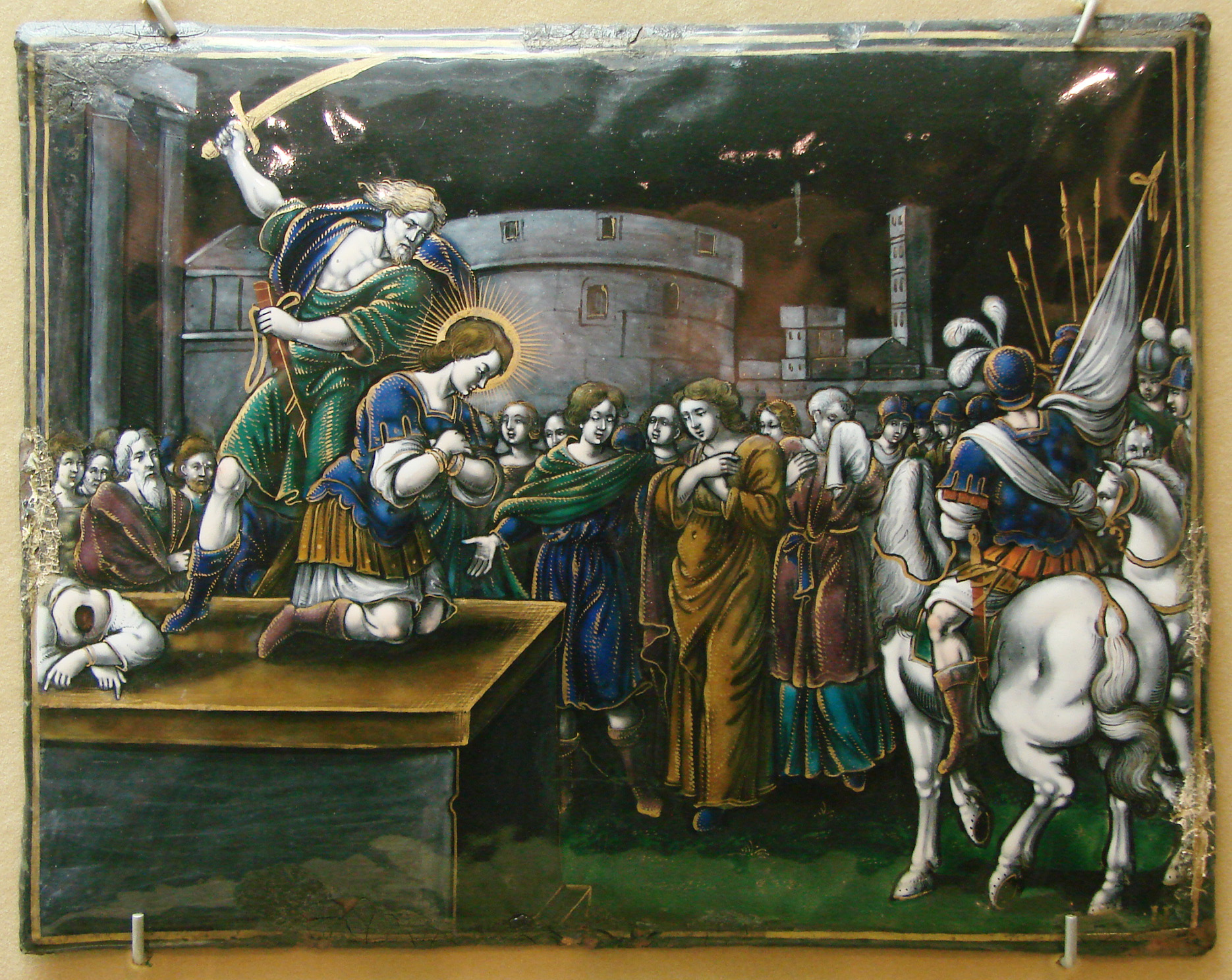
Martyre de Timothée et Apollinaire à la Pompelle.

Saint Timothée était un homme venu d'Orient pour évangéliser la Gaule. Sous Marc Aurèle, le gouverneur de Gaule Lampade voulut lui faire abjurer sa foi. Devant cette action de nouveaux disciples se convertirent. Ils firent partie des premiers martyrs de Reims et la croix de Pompelle rappela cette exécution en 324.

## Étymologie
Le nom « Timothée » vient du grec ancien timao, « honorer » et theos, « Dieu », soit « Celui qui honore Dieu ».

## Vénération

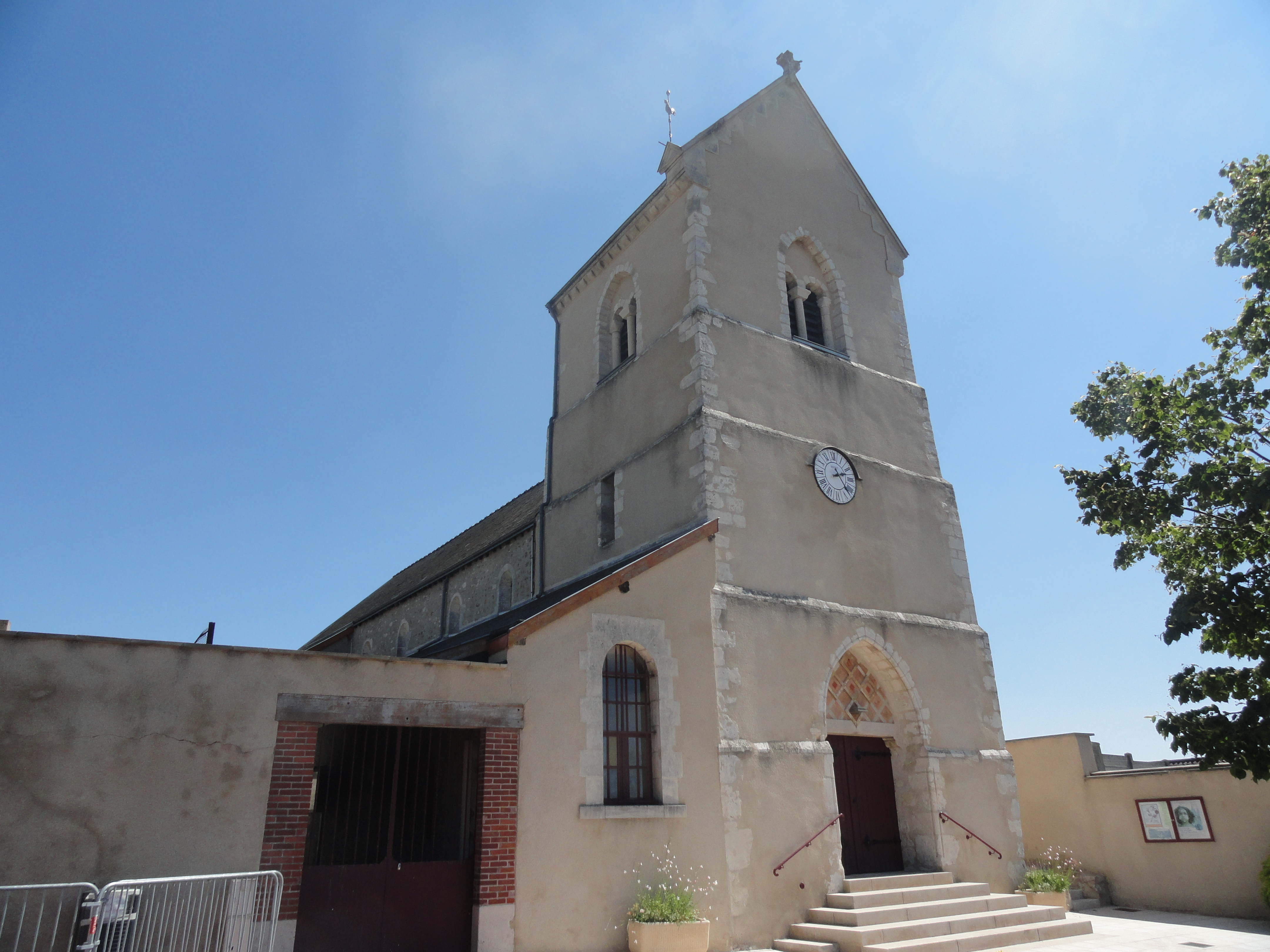
L'église Saints-Timothée-et-Apollinaire de Dizy.

Timothée est un saint de l'Église de Reims qui est vénéré le 23 août. La collégiale Saint-Timothée de Reims, disparue, avait une série de vingt-huit émaux de Jacques I Laudin de la vie de Timothée, Maur et Apollinaire qui sont aujourd'hui conservés au Musée Saint-Remi. L'église de Dizy est dédiée aux saints Timothée et Apollinaire.

## Les émaux

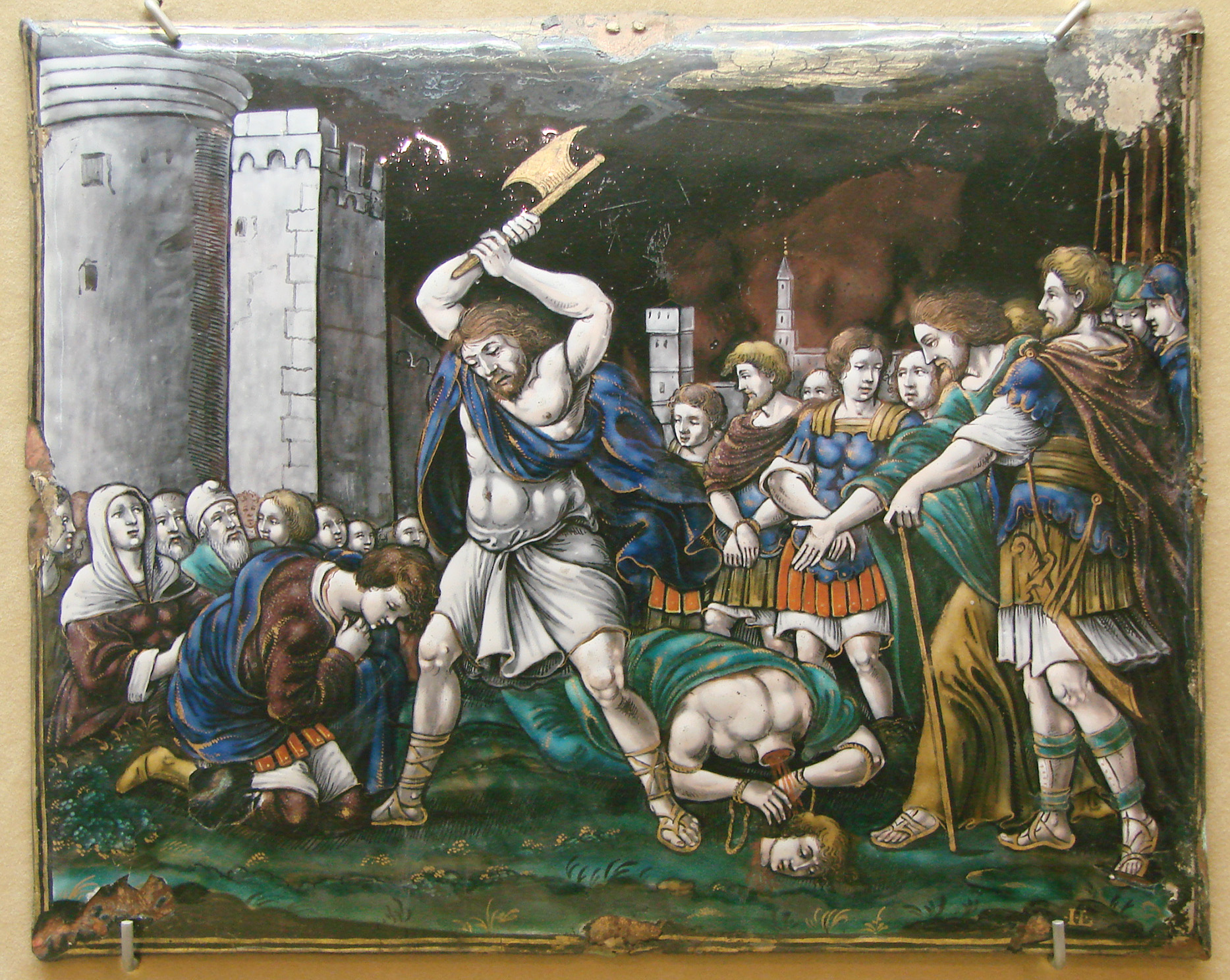
Les disciples de Timothée et Maur
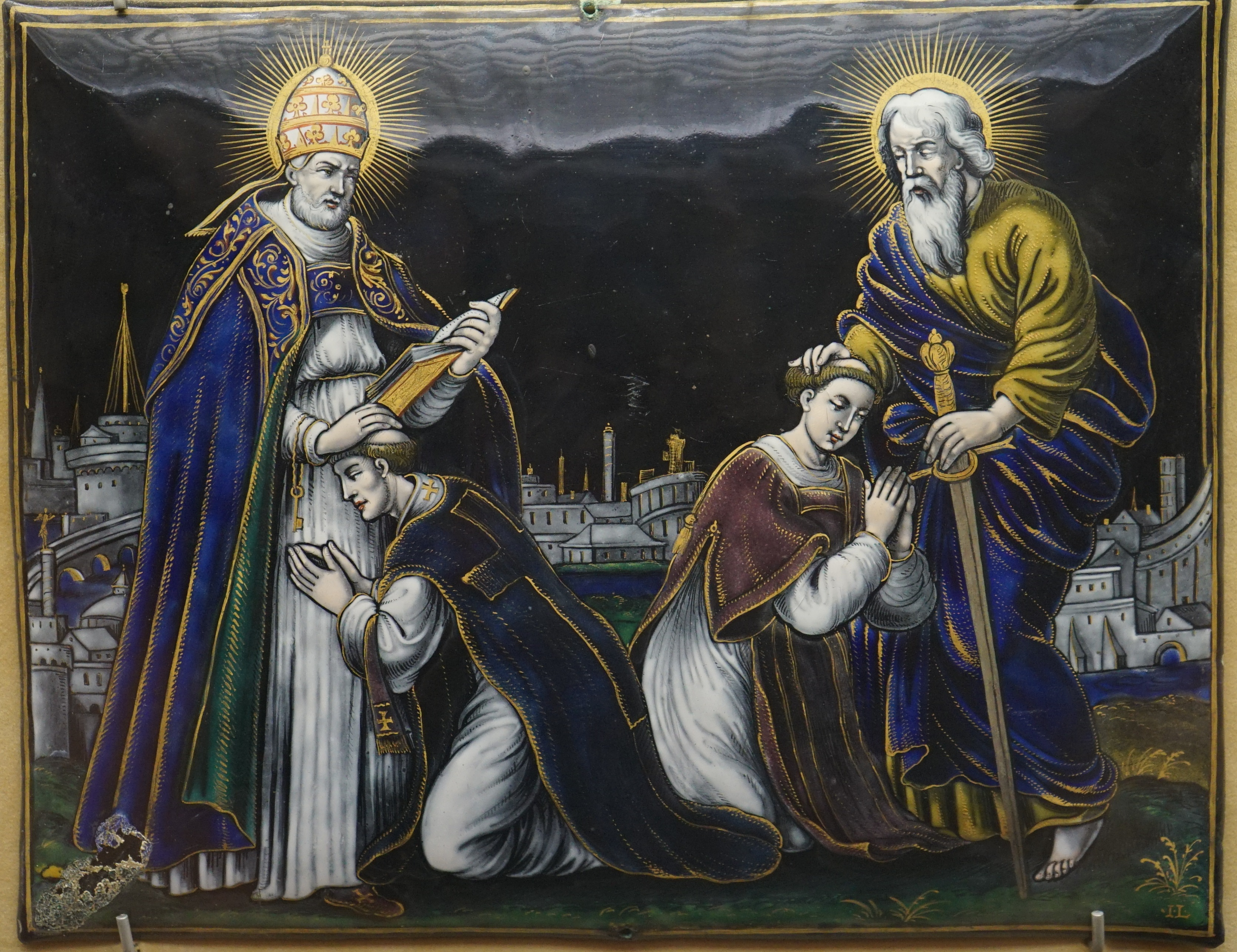
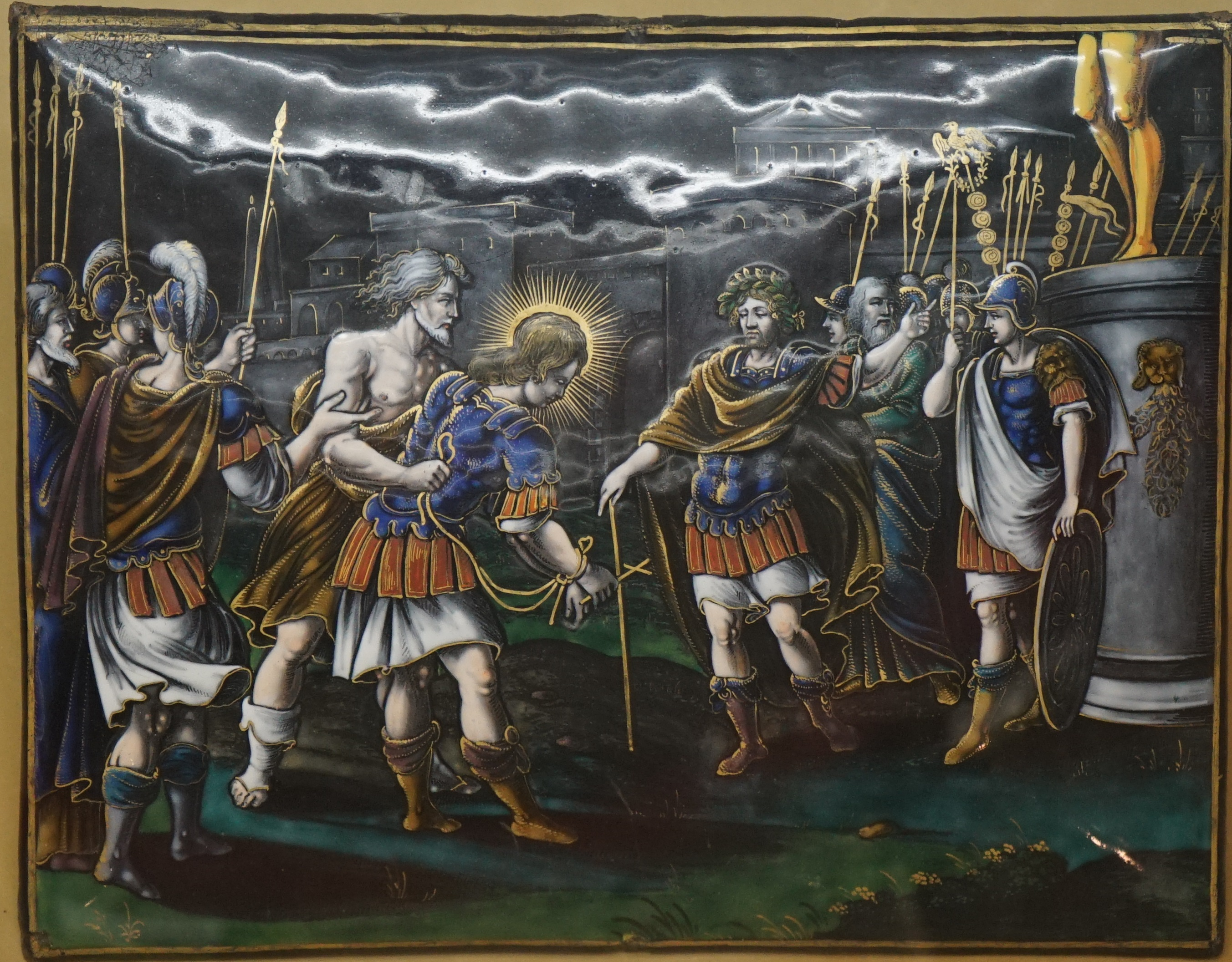
devant le gouverneur.